# Elektrownia jądrowa Ikata
Elektrownia jądrowa Ikata (jap. 伊方原子力発電所 Ikata genshiryoku hatsudensho) — japońska elektrownia jądrowa nieopodal miasta Ikata, w powiecie Nishiuwa, w prefekturze Ehime. Jedyna siłownia jądrowa na wyspie Sikoku. Właścicielem i operatorem jest firma Shikoku Electric Power Company.

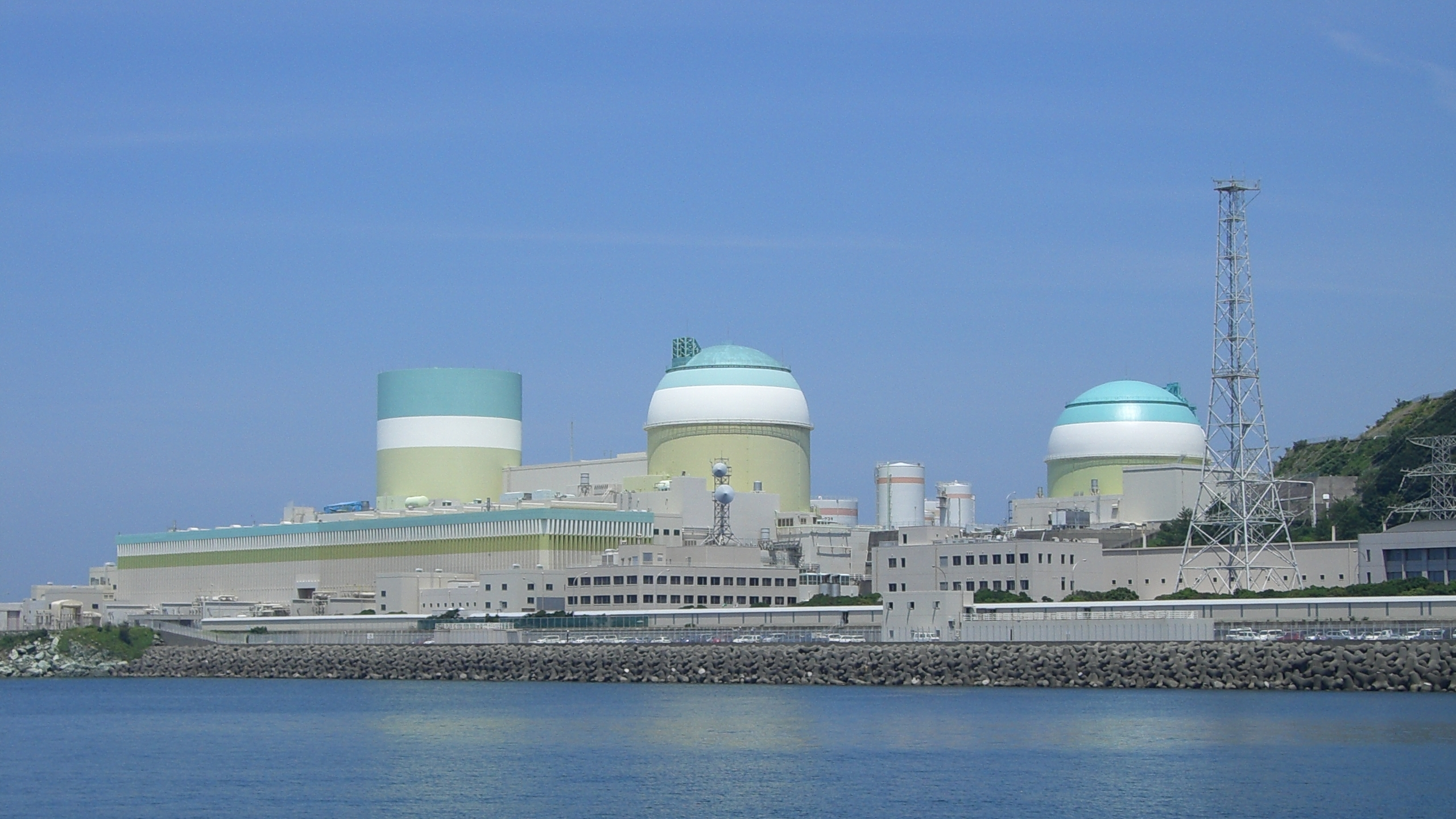
Elektrownia jądrowa Ikata (2006)

Teren elektrowni obejmuje 0,86 km², z czego 47% to tereny zielone.

## Reaktory
| Nazwa bloku | Typ reaktora | Producent                   | Rozpoczęcie budowy | Stan krytyczny   | Włącz. do sieci  | Moc elektr. netto (MW) | Moc elektr. brutto (MW) | Moc termiczna (MW) | L. zestaw. paliw. | Koszt całk. bloku |
| ----------- | ------------ | --------------------------- | ------------------ | ---------------- | ---------------- | ---------------------- | ----------------------- | ------------------ | ----------------- | ----------------- |
| Ikata-1     | PWR          | Mitsubishi Heavy Industries | 1 czerwca 1973     | 29 stycznia 1977 | 17 lutego 1977   | 538                    | 566                     | 1650               |                   |                   |
| Ikata-2     | PWR          | Mitsubishi Heavy Industries | 1 lutego 1978      | 31 lipca 1981    | 19 sierpnia 1981 | 538                    | 566                     | 1650               |                   |                   |
| Ikata-3     | PWR          | Mitsubishi Heavy Industries | 1 listopada 1986   | 23 lutego 1994   | 29 marca 1994    | 846                    | 890                     | 2660               |                   |                   |

## Paliwo MOX
Drugi, po Genkai-3, reaktor załadowany paliwem MOX. Załadunek rozpoczęto 24 lutego 2010.

## Zdarzenia
W latach 1994–2010 w elektrowni miało miejsce 20 usterek lub zdarzeń, o których powiadomiono japoński urząd dozoru jądrowego. Wszystkie zostały sklasyfikowane na poziomie zerowym skali INES, tj. jako odchylenie bez znaczenia dla bezpieczeństwa.